# Historia świętej Rity
Historia świętej Rity (wł. Santa Rita da Cascia) – włoski film biograficzny z 2004 roku, przedstawiający życiorys św. Rity. Był kręcony we Florencji, Giove, Rzymie oraz Viterbo.

## Fabuła
Film opowiada o losach świętej Rity Lotti, która jako młoda dziewczyna, chciała iść do zakonu, została wbrew swojej woli wydana za mąż za rycerza Paola. Wkrótce kobieta rodzi bliźnięta. Początkowe szczęście nie trwa jednak długo, ponieważ okazuje się, że mąż Rity jest mordercą. Pod wpływem dobroci żony Paolo zmienia swoje dotychczasowe życie. Niestety, niedługo po przemianie wewnętrznej, ginie zdradzony przez swych przyjaciół. Rok później umierają także jej synowie i Rita decyduje się wstąpić do zakonu.

## Obsada
- Vittoria Belvedere jako Rita Lotti
- Martin Crewes jako Paolo Mancini
- Simone Ascani jako Tommaso
- Enzo Marino Bellanich jako Ojciec Gozzoli
- Massimiliano Benvenuto jako Jacopo Spini
- Giorgia Bongianni jako Caterina Mancini
- Sebastiano Colla jako Ludovico Cicchi
- Sandro Giordano jako Bernardo Mancini
- Dietrich Hollinderbäumer jako Ferdinando Mancini
- Alessandro Luci jako Domenico Tiepoli
- Mirko Petrini jako Francesco Mancini
- Giacomo Piperno jako Antonio Lotti
- Sydne Rome jako Amata Lotti
- Michaela Rosen jako Teresa Mancini

i inni